# Alexandre Cailler
Pour les articles homonymes, voir Cailler.
Alexandre-Louis Cailler, né à Vevey le 9 février 1866 et mort le 6 décembre 1936 à Broc, est un industriel et homme politique vaudois et fribourgeois, membre du Parti radical-démocratique.

## Biographie
Alexandre(-Louis) Cailler est le fils posthume d'Alexandre (Cailler). C'est à Vevey qu'il suit les classes de l'école communale et commence ses études secondaires au Collège classique. Son beau-père le place ensuite au collège Henchoz de Château-d'Œx. Après avoir fréquenté l'école de commerce de Lausanne, Alexandre Cailler fait un apprentissage de banque à Bâle de 1885 à 1886. 
De 1887 à 1888, Alexandre Cailler travaille dans une chocolaterie de Turin. De retour à Vevey, il entre dans la fabrique de chocolat familiale, en prend la direction, et fonde la société F.-L. Cailler & Cie en collaboration avec son beau-frère Jules Bellet. Le développement de leur affaire les incite à implanter la fabrique à Broc (1897-1898). À la suite du décès de Jules Bellet (1904), Alexandre Cailler prend seul en main les destinées de la société (anonyme dès 1900), qui fusionne avec la Société Peter-Kohler en 1911. Il devient administrateur-délégué de la nouvelle société, dont le siège est à Vevey. En 1928, il vend l'entreprise à Nestlé et devient vice-président de son conseil d'administration (1933). 
Conseiller communal (1887-1893) et juge au tribunal de Vevey (1890-1895), Alexandre Cailler est aussi conseiller communal à Broc (1908-1916) et conseiller national (1911-1935). Il est membre de plusieurs conseils d'administration, d'associations patronales et industrielles suisses et internationales, ainsi que d'offices fédéraux en 1914-1918 (ravitaillement, transports extérieurs).
Alexandre Cailler est enterré en Gruyère.